# St Germain
St Germain is het pseudoniem van Ludovic Navarre (Saint-Germain-en-Laye, 10 april 1969), een Frans muzikant. Zijn muziek is een samensmelting van acid jazz, nu jazz en deep house, en kan in bredere zin ook wel tot de loungemuziek gerekend worden. 
Navarre begon met het uitbrengen van muziek in 1991. Hij was een van de eerste Franse artiesten die via FNAC, gerund door Laurent Garnier en Eric Morand, een platencontract kreeg. Daar bracht hij onder verschillende namen techno en deephouse uit. Daarbij werd St. Germain vanaf 1993 zijn uitlaatklep voor deephouse. De French traxx EP was het eerste dat hij onder deze naam uitbracht. Nog in 1993 maakte hij deel uit van het project Choice dat met het nummer Acid Eiffel een van de eerste dancehits uit Frankrijk voortbracht. Het was een eenmalige samenwerking tussen Laurent Garnier, Didier Delesalle (Shazz) en Ludovic. Op de Paris EP staat het nummer Acid Eiffel, een acidsymfonie die een kwartier duurt. Ook werkte hij samen met DJ Deep aan de Ripost EP van het eenmalige project Deep Contest. 
Wanneer de beheerders van FNAC begonnen met het label F-Communications, verhuisde Navarre mee. In juli van 1995 kwam op dat label zijn eerste album uit. Boulevard is een compleet deephousealbum. Mixmag benoemde het tot het beste album van het jaar 1995. In 1999 verscheen op het label de compilatie From Detroit To Saint Germain waarop oudere tracks verzameld staan. 
Met het succes van Boulevard kreeg Ludovic een kans om een album te maken voor het 1939 opgerichte jazzlabel Blue Note. Hier werkte hij het album Tourist uit. Dit album verscheen in 2000 en was ook zijn debuut in de VS. Op het moment van het verschijnen was lounge in opkomst. In die beweging kwam St. Germain met Tourist onder de aandacht van een groter publiek. Voor het album ontving hij een aantal prijzen waaronder een Edison award. In het kielzog van Tourist kreeg ook Boulevard een heruitgave. 
In 2003 produceerde Ludovic een album Memento voor jazztompettist Pascal Ohsé, die als artiestennaam Soel heeft. Daarna werd het stil rondom St. Germain tot hij in 2015 bekendmaakte dat een nieuw album zou verschijnen. Dit album werd voorafgegaan door de single Real Blues.

## Discografie

### Albums
- Boulevard 1995 (F Communications)
- Tourist 2000 (Blue Note)
- St Germain 2015 (Warner Music)

### Compilaties
- From Detroit To St Germain 1999 (F Communications)

### Singles en ep's
- French Traxx EP
- Motherland EP 1994
- Mezzotinto EP 1994
- Alabama Blues 1995
- Muse Q The Music 1996
- Rose rouge 2000
- Sure thing 2000
- So flute 2001
- Chaos 2002
- Real Blues 2015

## Trivia
- St. Germain staat los van Saint-Germain-des-Prés Café, een serie nu-jazzcompilaties uitgegeven door Wagram Music.